# Balclutha (Nieuw-Zeeland)

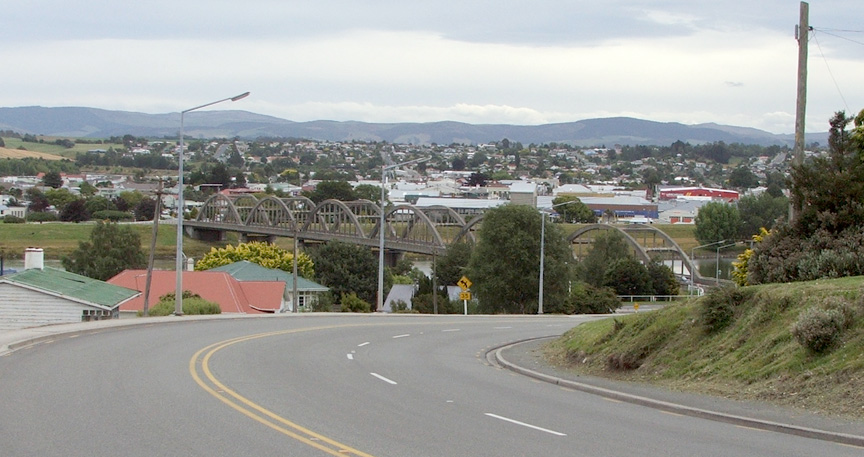
Balclutha

Balclutha (Maori: Iwikatea) is een plaats met 4.104 inwoners (2001) in de regio Otago aan de oostkust van het Zuidereiland van Nieuw-Zeeland. Het ligt halverwege de steden Dunedin en Invercargill. Balclutha ligt aan de monding van de Clutha-rivier, de grootste rivier van Nieuw-Zeeland qua volume en de op een na langste.

## Geschiedenis
De naam van de plaats en de rivier herinnert aan de Schotse afkomst van de eerste immigranten die zich hier vestigden. De Māori-naam Iwikatea betekent letterlijk "gebleekte botten".
De betonnen brug over de Clutha is gebouwd in 1938.